# Divize C 2010/2011
V soubojích 46. ročníku České divize C 2010/11 se utkalo 16 týmů dvoukolovým systémem podzim – jaro. Tento ročník začal v srpnu 2010 a skončil v červnu 2011.

## Nové týmy v sezoně 2010/11
Z ČFL 2009/10 nikdo nesestoupil. Z krajských přeborů postoupila vítězná mužstva ročníku 2008/09: SK Jičín z Královéhradeckého přeboru, FK Slovan Pardubice z Pardubického přeboru, FK Kolín z Středočeského přeboru a SK Semily z Libereckého přeboru.

## Kluby podle přeborů
- Královéhradecký (6): FK Náchod/Deštné, TJ Dvůr Králové nad Labem, RMSK Cidlina Nový Bydžov, SK Jičín, FC Hradec Králové „B“, 1. FK Nová Paka, MFK Trutnov.
- Pardubický (4): FK OEZ Letohrad, FK Slovan Pardubice, AFK Chrudim, TJ Jiskra Ústí nad Orlicí.
- Liberecký (2): FK Pěnčín-Turnov, SK Semily.
- Středočeský (2): FK Kolín, FC Velim.
- Praha (1): SK Horní Měcholupy.

## Výsledná tabulka
| Poř. | Tým                       | Z  | V  | R | P  | VG | OG | B  |
| ---- | ------------------------- | -- | -- | - | -- | -- | -- | -- |
| 1.   | FK OEZ Letohrad           | 28 | 20 | 4 | 4  | 61 | 22 | 64 |
| 2.   | AFK Chrudim               | 28 | 18 | 5 | 5  | 64 | 28 | 59 |
| 3.   | FC Velim                  | 28 | 15 | 6 | 7  | 47 | 40 | 51 |
| 4.   | FC Hradec Králové „B“     | 28 | 14 | 8 | 6  | 52 | 27 | 50 |
| 5.   | FK Kolín                  | 28 | 12 | 9 | 7  | 44 | 27 | 45 |
| 6.   | FK Náchod/Deštné          | 28 | 11 | 6 | 11 | 47 | 38 | 39 |
| 7.   | TJ Jiskra Ústí nad Orlicí | 28 | 11 | 4 | 13 | 41 | 38 | 37 |
| 8.   | SK Horní Měcholupy        | 28 | 10 | 6 | 12 | 40 | 38 | 36 |
| 9.   | MFK Trutnov               | 28 | 12 | 0 | 16 | 57 | 51 | 36 |
| 10.  | RMSK Cidlina Nový Bydžov  | 28 | 10 | 6 | 12 | 33 | 51 | 36 |
| 11.  | 1. FK Nová Paka           | 28 | 10 | 5 | 13 | 29 | 47 | 35 |
| 12.  | TJ Dvůr Králové nad Labem | 28 | 9  | 8 | 11 | 40 | 39 | 35 |
| 13.  | FK Pěnčín-Turnov          | 28 | 9  | 8 | 11 | 39 | 52 | 35 |
| 14.  | SK Semily                 | 28 | 5  | 5 | 18 | 33 | 68 | 20 |
| 15.  | SK Jičín                  | 28 | 2  | 4 | 22 | 12 | 73 | 10 |
| 16.  | FK Slovan Pardubice       | 0  | 0  | 0 | 0  | 0  | 0  | 0  |

Poznámky:
- Z = Odehrané zápasy; V = Vítězství; R = Remízy; P = Prohry; VG = Vstřelené góly; OG = Obdržené góly; B = Body
- O pořadí klubů se stejným počtem bodů rozhodly vzájemné zápasy.
  - Klub FK Slovan Pardubice  v průběhu sezóny ukončil činnost.

|  | Postup do ČFL 2011/12                           |
|  | Sestup do příslušného krajského přeboru 2011/12 |